# 胥浦县 (安南)
胥浦县，古县名。
西汉置，治所在今越南清化省东山县北。汉、晋为九真郡治所。唐朝时属爱州。天宝年间废。